# Казабланка (филм)
„Казабланка“ (на английски: Casablanca) е американски игрален филм от 1942 г., режисиран от Майкъл Къртис и с участието на актьорите Хъмфри Богарт, Ингрид Бергман и Пол Хенрейд. Историята се развива по време на Втората световна война и главно действащо лице е американски емигрант в Казабланка, който е раздвоен между своята любов и това да помогне на нея и нейния съпруг да избягат от нацистите. Сценарият е базиран на пиесата „Всички търсят Рик“ от Мъри Бърнет и Джоан Алисън. Поддържащият актьорски състав включва: Клод Рейнс, Конрад Вейт, Сидни Грийнстрийт, Питър Лори и Дули Уилсън.

## В ролите
| Актьор            | Роля                 |
| ----------------- | -------------------- |
| Хъмфри Богарт     | Рик Блейн            |
| Ингрид Бергман    | Илза Лунд            |
| Пол Хенрейд       | Виктор Ласло         |
| Клод Рейнс        | капитан Луи Рено     |
| Конрад Вейт       | майор Хайнрих Щрасър |
| Сидни Грийнстрийт | синьор Ферари        |
| Питър Лори        | Угарте               |
| Маделин Лебльо    | Ивон                 |
| Дули Уилсън       | Сам                  |
| Джой Пейдж        | Анина Брандъл        |

## Сюжет
Действието на филма се развива в Казабланка, Мароко в края на 1941 година, по време на Втората световна война. Във филма главният герой Рик Блейн (Хъмфри Богарт) е огорчен и циничен американец, който държи бар Rick's Café Americain (Кафето на Рик Американеца). Луксозният нощен клуб привлича разнообразни клиенти: французи, германци, бегълци от нацисткото настъпление и дори крадци. Една нощ в заведението се появява Илза (Ингрид Бергман), бившата и болезнена любов на Рик със своя съпруг Виктор Ласло – водач на чешката съпротива, който бяга от режима на Виши, за да проължи битката с нацизма. Рик трябва да избира между това да задържи своята най-голяма любов или да помогне на нея и съпруга ѝ да избягат.

## Продукция
Филмът „Казабланка“ е базиран на пиесата „Всички търсят Рик“ от Мъри Бърнет и Джоан Алисън, която не е поставяна на драматичен театър. Стивън Карнот, литературен анализатор на Уорнър Брос, определя пиесата като „префърцунена глупост“, но дава своето одобрение. Редакторът отговарящ за сценариите Ирен Даймънд, която открива драматургичния текст по време на пътуване до Ню Йорк през 1941 г., убеждава продуцента Хал Уилис да закупи правата през януари 1942 г. за 20 000 щ.д. (равняват се на днешните 280 000) - най-високата сума плащана до тогава в Холивуд за нереализирана пиеса. Проектът е преименуван на „Казабланка“, като имитация на успешния филм от 1938 г. - „Алжир“. Бъдещата лента също така споделя други сходни качества с посоченото заглавие - начина на предаване на историята, декори и теми. „Алжир“ пък от своя страна е римейк на популярен френски филм от 1937 „Пепе льо Моко“ с участието на Жан Габен и режисиран и съсценарий Жулиен Дювивие.
Снимките на филма започват на 25 май 1942 г. и приключват на 3 август същата година. Производствените разходи достигат 1 039 000 щ.д. (75 000 над бюджета).

## Награди и номинации
Произведението получава три награди „Оскар“ в категориите: „Най-добър филм“, „Най-добър режисьор“ и „Най-добър адаптиран сценарий“.

## Галерия
| Хъмфри Богарт (Рик Блейн) | Ингрид Бергман (Илза Лунд) | Пол Хенрейд (Виктор Ласло) | Сидни Грийнстрийт (синьор Ферари) |
| ------------------------- | -------------------------- | -------------------------- | --------------------------------- |
|                           |                            |                            |                                   |

## В България
В България филмът е издаден на VHS от „Брайт Айдиас“ през 1994 г. с български дублаж в превод на Росица Статева.